# NGC 389
NGC 389 (również PGC 4054 lub UGC 703) – galaktyka spiralna (S0-a), znajdująca się w gwiazdozbiorze Andromedy. Odkrył ją Lewis A. Swift 6 września 1885 roku.